# Koen Metsemakers
Koen Metsemakers (Hasselt, 30 april 1992) is een Nederlandse roeier.
Hij komt uit voor de Nijmeegse roeivereniging N.S.R.V. Phocas. In 2019 won Metsemakers, samen met Tone Wieten, Dirk Uittenbogaard en Abe Wiersma, op het WK in Linz goud in de dubbel vier. Hetzelfde eremetaal viel hem ten deel tijdens de Europese kampioenschappen in 2019 en 2020. In 2021 werd er in het Italiaanse Varese een zilveren medaille behaald.
Op de Olympische Zomerspelen 2020 in Tokio won hij in de dubbel vier olympisch goud, voor de ploegen van Australië en Groot-Brittannië. Het was het eerste olympisch roeigoud bij de mannen sinds de gouden Holland Acht van Atlanta 1996.
Op de Europese Kampioenschappen van 2023 in Bled won Metsemakers samen met Finn Florijn, Tone Wieten en Simon van Dorp zilver in de dubbel-vier.
Op de Olympische Spelen van Parijs in 2024 werd Metsemakers samen met Wieten, Florijn en Lennart van Lierop kampioen in de dubbelvier. De ploeg pakte direct na de start een kleine voorsprong en wist die op de finish uit te bouwen tot een bootlengte verschil.
Metsemakers is afgestudeerd in Tandheelkunde aan de Radboud Universiteit en studeert momenteel Geneeskunde aan de Vrije Universiteit in Amsterdam.

## Resultaten

### Olympische Zomerspelen
| Jaar | Plaats | Resultaten       |
| ---- | ------ | ---------------- |
| 2020 | Tokio  | in de dubbelvier |
| 2024 | Parijs | in de dubbelvier |

### Wereldkampioenschappen roeien
| Jaar | Plaats     | Resultaten       |
| ---- | ---------- | ---------------- |
| 2019 | Ottensheim | in de dubbelvier |
| 2023 | Belgrado   | in de dubbelvier |

### Europese kampioenschappen roeien
| Jaar | Plaats | Resultaten       |
| ---- | ------ | ---------------- |
| 2019 | Luzern | in de dubbelvier |
| 2023 | Bled   | in de dubbelvier |